# Kalksteinbruch und Halbtrockenrasen am Eich-Berg bei Hemkenrode

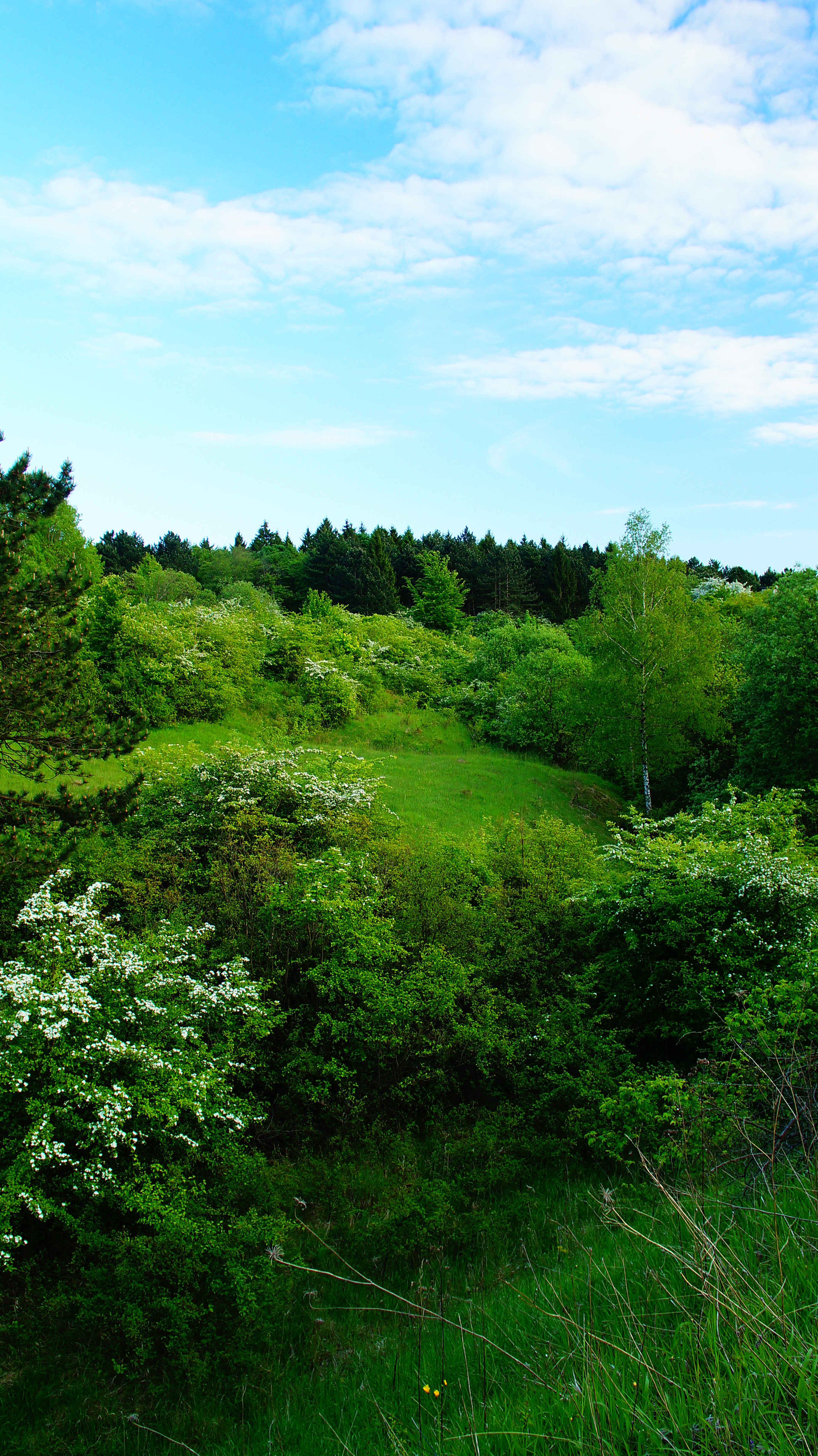
Blick vom Nordhang in den bewachsenen ehemaligen Steinbruch.

Der Kalksteinbruch und Halbtrockenrasen am Eich-Berg bei Hemkenrode ist ein Naturschutzgebiet in den niedersächsischen Gemeinden Erkerode und Cremlingen im Landkreis Wolfenbüttel.
Das Naturschutzgebiet mit dem Kennzeichen NSG BR 050 ist 10 Hektar groß. Es ist vom Landschaftsschutzgebiet „Elm“ umgeben. Das Gebiet steht seit dem 2. Dezember 1982 unter Naturschutz. Zuständige untere Naturschutzbehörde ist der Landkreis Wolfenbüttel.
Das Naturschutzgebiet liegt südöstlich von Braunschweig im Naturpark Elm-Lappwald und stellt einen aufgelassenen, stark zerklüfteten Kalksteinbruch im Nordwesten des Elms unter Schutz. Im Steinbruch hat sich ein artenreicher Halbtrockenrasen gebildet. Daneben sind Gebüsche trockenwarmer Standorte und einige Obstbäume zu finden. Im Südwesten des Schutzgebietes wachsen Schwarzkiefern, während der Osten von Buchenwald geprägt wird.
Der blütenreiche Halbtrockenrasen, in dem auch mehrere Orchideenarten vorkommen. ist insbesondere Lebensraum für zahlreiche Insekten wie Tagfalter und Heuschrecken. Ferner sind an vielen Stellen Ameisenhügel zu finden. Auch für Reptilien ist das Naturschutzgebiet ein wichtiger Lebensraum.